# اوه دال سو
اوه دال سو (بالكورية: 오달수)‏ هو ممثل كوري جنوبي. ولد يوم 15 يونيو 1968 في دايغو في كوريا الجنوبية.

## الأعمال

### أفلام
| السنة | العنوان              | الدور           |
| ----- | -------------------- | --------------- |
| 2003  | الفتى العجوز         | بارك تشيول وونغ |
| 2004  | حلاق الرئيس          | السيد أهن       |
| 2005  | حياة حلوة ومرة       | بايك داي سيك    |
| 2005  | سيدة الانتقام        | السيد تشانغ     |
| 2006  | المضيف               | الوحش (صوت)     |
| 2009  | عطش                  | يونغ يو         |
| 2012  | اللصوص               | أندرو           |
| 2013  | معجزة الزنزانة رقم 7 | سو يانغ هو      |
| 2013  | المحامي              | بارك دونغ هو    |
| 2014  | القراصنة             | هان سانغ جيل    |
| 2014  | قصيدة إلى أبي        | دال-غو          |
| 2015  | اغتيال               | رجل عجوز        |
| 2015  | مخضرم                | قائد الفريق أوه |
| 2016  | النفق                | عامل إنقاذ      |
| 2017  | مذكرات قاتل          | بيونغ مان       |
| 2017  | مع الآلهة: عالمين    | الحاكم          |

### مسلسلات
| السنة | العنوان                | الدور          |
| ----- | ---------------------- | -------------- |
| 2024  | لعبة الحبار (الموسم 2) | القبطان البحري |

## روابط خارجية
- اوه دالسو على موقع IMDb (الإنجليزية)
- اوه دالسو على موقع ألو سيني (الفرنسية)
- اوه دالسو على موقع أول موفي (الإنجليزية)
- اوه دالسو على موقع قاعدة بيانات الأفلام السويدية (السويدية)
- اوه دالسو على موقع قاعدة بيانات الفيلم (الإنجليزية)
- اوه دالسو على موقع كينوبويسك (الروسية)

لم يتم العثور على روابط لمواقع التواصل الاجتماعي.